# Saint-Pierremont, Aisne
Saint-Pierremont là một xã ở tỉnh Aisne, vùng Hauts-de-France thuộc miền bắc nước Pháp.